# Polygonum polygaloides
Polygonum polygaloides är en slideväxtart som beskrevs av Wallich och Carl Daniel Friedrich Meisner. Polygonum polygaloides ingår i släktet trampörter, och familjen slideväxter.

## Underarter
Arten delas in i följande underarter:
- P. p. confertiflorum
- P. p. polygaloides